# Vorarlberg museum
Das Vorarlberg museum (früher Vorarlberger Landesmuseum, abgekürzt VLM) in Bregenz ist das kunst- und kulturgeschichtliche Landesmuseum des österreichischen Bundeslandes Vorarlberg. Es wurde 1857 gegründet und ist seither ein zentraler Ort, an dem die Zeugnisse der Kunst und Kultur des Bundeslandes gesammelt, bewahrt, erforscht und der Öffentlichkeit zugänglich gemacht werden. Inhaltlich konzentriert sich die Arbeit des Museums auf Themen mit Bezug zu Vorarlberg. Gleichzeitig bindet es diese in einen grenzüberschreitenden Kontext ein.
Die umfangreichen Sammlungen mit den Schwerpunkten Archäologie, Geschichte, Kunstgeschichte, und Volkskunde Vorarlbergs, die das vorarlberg museum aktuell vertieft und zur Gegenwart hin ausweitet, sind die Basis der Museumsarbeit. Dabei versteht sich das Museum als Ort der sinnlichen Erfahrung und intellektuellen Erkenntnis und vermittelt seine Themen anhand originaler Zeugnisse aus Vergangenheit und Gegenwart. Ein besonderes Interesse gilt der Zusammenarbeit mit nationalen, internationalen und regionalen Kultureinrichtungen.

## Geschichte

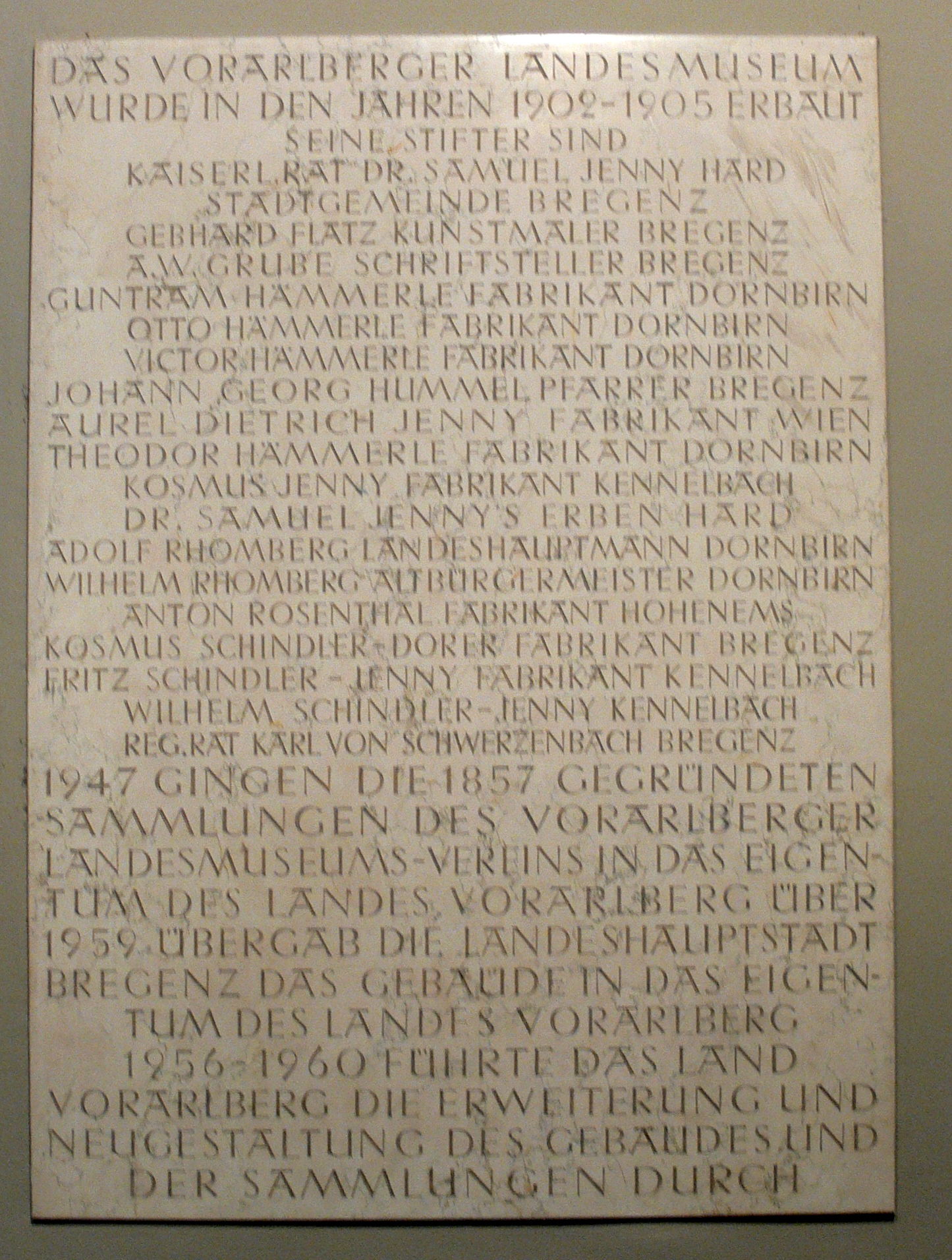
Tafel zur Geschichte des Museums

Gegründet wurde das Landesmuseum 1857 durch den privaten Vorarlberger Landesmuseums-Verein. Seine Sammlungen und das Gebäude des Museums wurden 1947/48 an das Land Vorarlberg übergeben. Seit 1997 wird es in Sachen Verwaltung, gemeinsam mit dem Kunsthaus Bregenz und dem Vorarlberger Landestheater von der betriebswirtschaftlichen Serviceeinrichtung Vorarlberger Kulturhäuser BetriebsGmbH unterstützt.
Am 5. Oktober 2009 wurde das Haus für eine rund dreijährige Neu- und Umbauperiode geschlossen. Das bestehende Museum wurde in den nachfolgenden Monaten abgerissen und an selber Stelle unter Hinzunahme des benachbarten Gebäudes, der alten Bezirkshauptmannschaft, neu errichtet. Mit der Erstellung eines neuen Corporate Designs und einer neuen Corporate Identity für das Museum wurde Stardesigner Stefan Sagmeister beauftragt, der das neue Erscheinungsbild des Hauses Anfang 2011 in Bregenz vorstellte. Im Zuge dessen fand auch die Umbenennung des Museums von Vorarlberger Landesmuseum in vorarlberg museum statt. Das neue Haus wurde im Juni 2013 mit doppelter Ausstellungsfläche neu eröffnet.

### Vorarlberger Landesmuseumsverein
Am 15. November 1857 hielt der Vorarlberger Landesmuseumsverein – mit dem späteren Landeshauptmann von Vorarlberg Sebastian Ritter von Froschauer, Ernst von Pöllnitz und anderen – seine Gründungsversammlung ab. Dies war gleichzeitig die Geburtsstunde des Vorarlberger Landesmuseums. Sebastian von Froschauer blieb erster Obmann des Vorarlberger Landesmuseumsverein bis 1873.
Zentrales Anliegen des Vereins war die Sicherung Vorarlberger Kulturgutes, die Bewahrung bedeutender Werke vor der Verschleppung in das Ausland, und wenn möglich, deren Rückführung nach Vorarlberg. Die Gründung des „Vorarlberger Landesmuseums“ war die früheste Museumsgründung im Bodenseeraum, denn bis dahin gab es lediglich ein gemeinsames „Museum für Tirol und Vorarlberg“ in Innsbruck.
Mit der Neugründung eines Landesmuseums in Bregenz wurde eine eigenständige Institution ins Leben gerufen. Mit viel Engagement und Begeisterung der Mitglieder des Landesmuseumsvereins wurden die Bestände des Museums laufend erweitert und vermehrt.

## Leitung
Vor 1907 fungierte der jeweilige Vorstand des Vorarlberger Landesmuseumsvereins in Personalunion als Vertreter des Vorarlberger Landesmuseums, ohne jedoch explizit als dessen Direktor zu firmieren.
- 1907–1937, 1943–1946: Adolf Hild (zunächst „Verwalter“, dann ab 1932 „Kustos“ und ab 1938 Stellvertreter von Direktor Siegfried Fussenegger mit dem Titel eines „Direktors“, 1943–1946 wieder „Leiter“)
- 1937–1943 Siegfried Fussenegger[2]
- 1946–1953: Meinrad Tiefenthaler
- 1954–1986: Elmar Vonbank
- 1986–2006: Helmut Swozilek
- 2006–2011: Tobias G. Natter[3]
- 2011–2023: Andreas Rudigier[4]
- seit 1. Februar 2024: Michael Kasper[5]

## Museumsgebäude

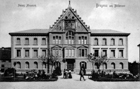
Erstes Gebäude von 1905

Bereits ein Jahr nach seiner Gründung öffnete der Landesmuseumsverein in einem Bregenzer Privathaus jeweils sonntagvormittags drei Museumsräume für interessierte Besucher. 1860 bezogen die Objekte ihr erstes eigenes Haus in der Kaspar-Hagen-Straße 2. Dort nahm die Archäologie fast das ganze Erdgeschoß ein, im ersten Stock fanden Bildende Kunst, Münzen und die Bibliothek Platz, im zweiten Stock Zoologie, Technologie, Botanik, Mineralogie und die Werke Angelika Kauffmanns.
Nach kurzer Zeit zeichnete sich bald ab, dass das Gebäude die rasant wachsenden Sammlungen nicht lange beherbergen konnte. Der Textilfabrikant Samuel Jenny gründete einen Museumsbaufonds, an dem sich auch die Stadt Bregenz beteiligte. Sie stellte außerdem kostenlos ein Grundstück direkt am Bodensee zur Verfügung. Aus finanziellen Gründen verzögerte sich der Spatenstich für das erste „richtige“ Museum bis 1902.

### Erstes Landesmuseumsgebäude
In einer Bauzeit von knapp vier Jahren wurde der Neubau nach Entwürfen von Georg Baumeister errichtet. Das Haus am Bregenzer Kornmarkt war technologisch, was Hochwasser-, Brandschutz, Heizung und Konstruktionsdetails betraf, auf dem neuesten Stand. 1905 übersiedelten die Sammlungen in den Historismusbau und waren dort ab dem 9. Juni öffentlich zugänglich. Das Gebäude wurde zwar auf Zuwachs der Sammlung konzipiert, jedoch erforderten die rasch wachsenden Bestände bereits nach kurzer Zeit zusätzlichen Platz.
Bereits in den 1930er Jahren klagte das Museum erneut über Platzmangel. Mit einem umfassenden Umbau wurde aber erst Mitte der 1950er Jahre unter dem Museumsdirektor Elmar Vonbank begonnen. Dabei wurde das Gebäude um ein Geschoß aufgestockt und der historistische Fassadenschmuck entfernt. 1960 stand das neugestaltete Museum dem Publikum wieder offen.
Auf die Zeit der großen Umbauten folgten fünfzig Jahre, in denen kaum Investitionen vorgenommen wurden und die Kluft zwischen den museologischen Anforderungen an das Gebäude und der baulichen Realität immer stärker aufklaffte. Die Schere zwischen einem alternden Haus und den in den letzten Jahrzehnten massiv gesteigerten Besuchererwartungen wurde immer größer.

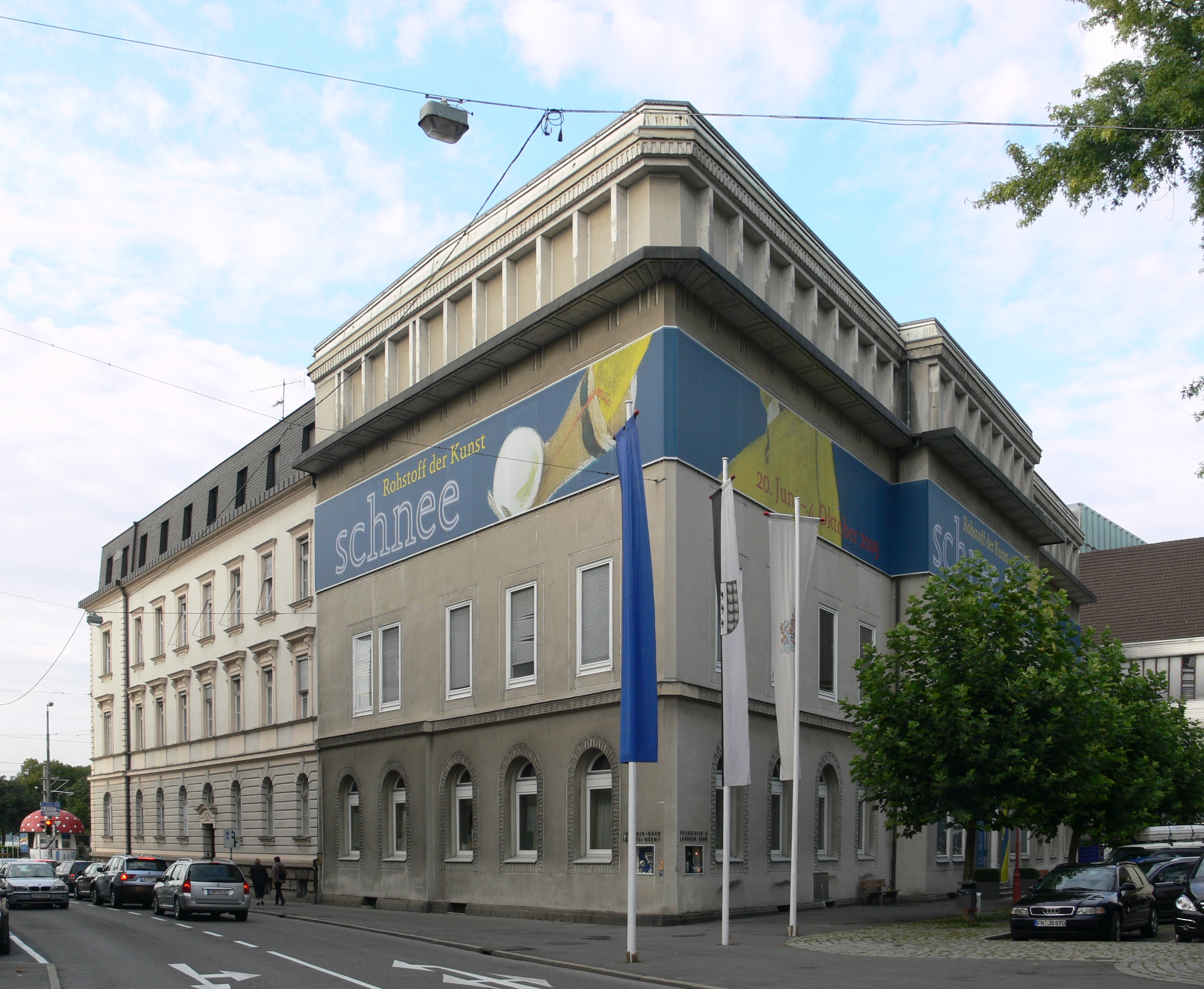
Der Altbau am Kornmarktplatz im Jahr 2009, links die Bezirkshauptmannschaft

### Neubau von 2013

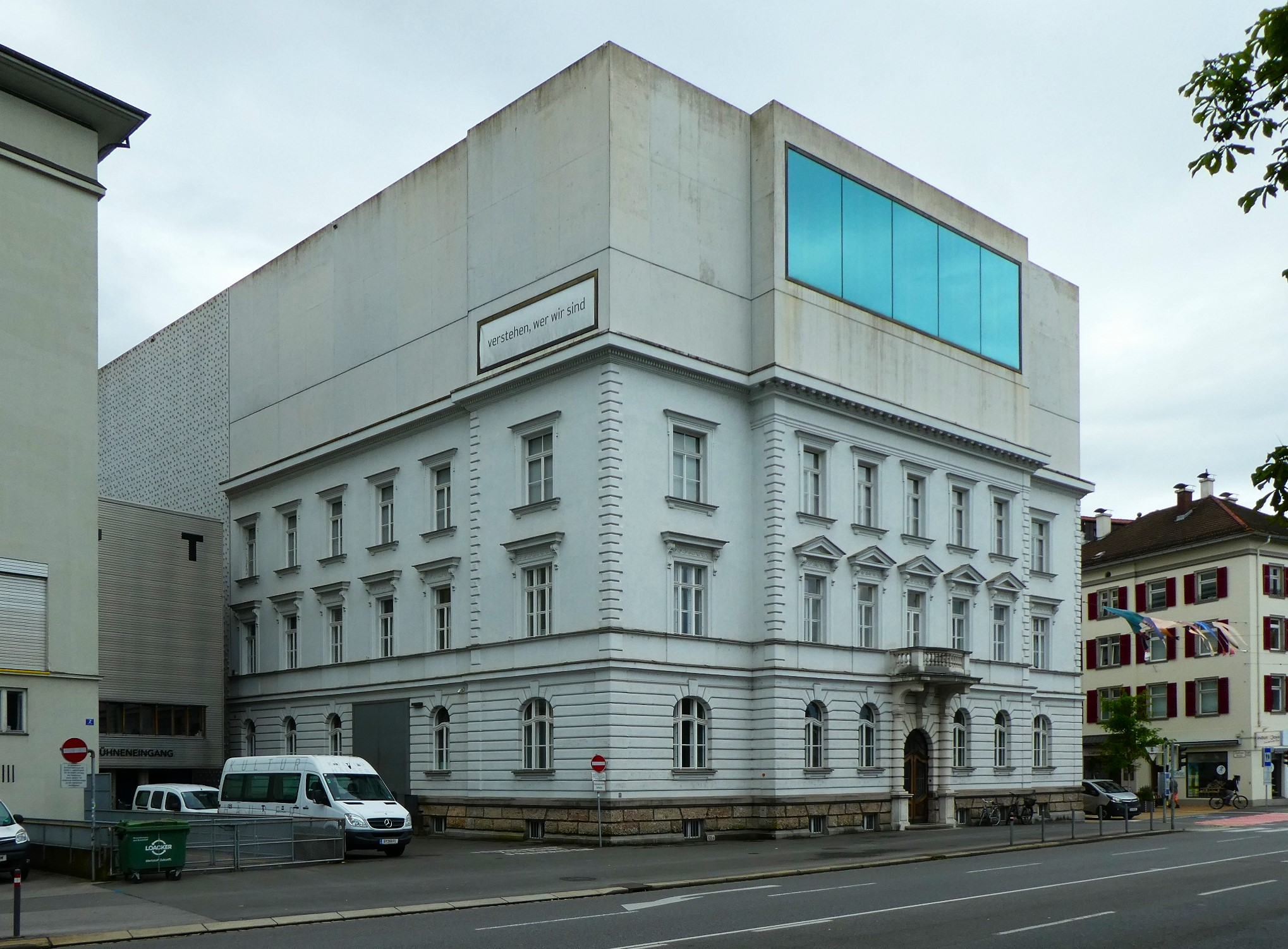
Altbau der Bezirkshauptmannschaft mit Museumsaufstockung, Ansicht von der Seestraße (2024)

Im März 2007 fasste die Landesregierung den Grundsatzbeschluss zur architektonischen Neugestaltung des Museums, dem das räumlich-museologische Konzept „VLM Neu“ von Museumsdirektor Tobias G. Natter zugrunde lag. Betreffend der Urheberschaft des Konzeptes war kurz nach Eröffnung des Museums ein Urheberrechtsstreit entbrannt, der mit einem gerichtlichen Vergleich endete. Aus dem europaweit ausgeschriebenen Architekturwettbewerb ging das Bregenzer Architekturbüro Cukrowicz Nachbaur Architekten als Sieger hervor. Die Kosten des in 33 Monaten Bauzeit errichteten und am 21. Juni 2013 eröffneten Neubaus betrugen 35,3 Mio. Euro.

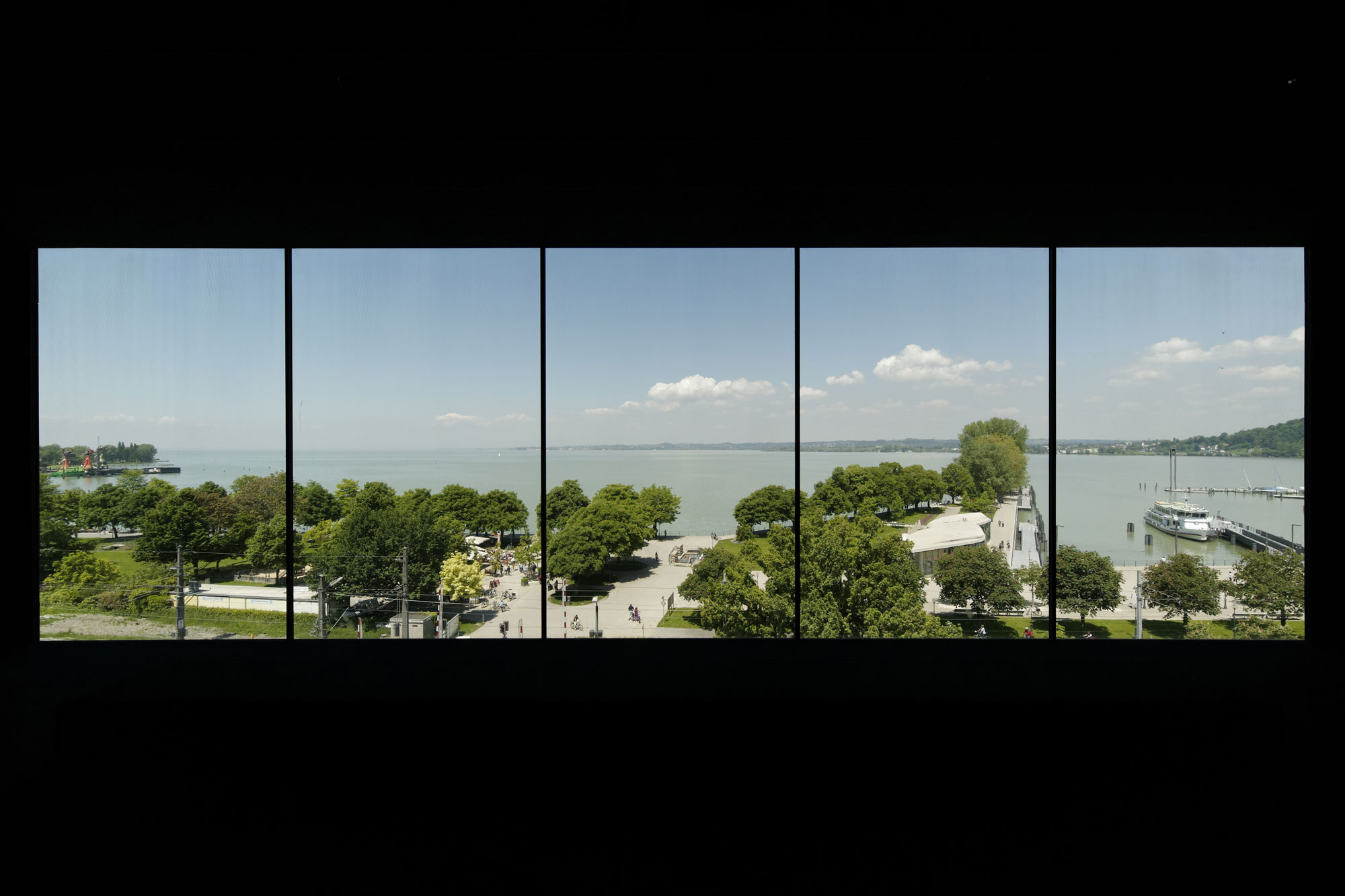
Blick aus dem Panoramaraum über der alten Bezirkshauptmannschaft nach Westen auf Bahnlinie, Hafen und Bodensee

Das neue Museum sollte die denkmalgeschützte alte Bezirkshauptmannschaft in den Neubau integrieren. Dazu wurde der Altbestand an der Seestraße um zwei Geschoße aufgestockt und farblich mit dem rückwärtigen Ersatzneubau an Rathausstraße und Kornmarktplatz zu einem kompakten Solitär verbunden. Dass das gestalterische Potential eines Zusammenspiels von Alt- und Neubau nicht genutzt wurde, ist in der Architekturkritik moniert worden: Es fehle am „respektvollen Umgang mit dem Bestandsgebäude“; das Baudenkmal werde auch im Innern „für den Museumsbesucher komplett negiert“. Der neu geschaffene Innenhof und ein Blick auf das Treppenhaus des Altbaus „fiel der Handschrift des Architekten oder dem Brandschutz zum Opfer.“ Gleichwohl erhielt das neue Vorarlberg Museum nach der Eröffnung 2013 und 2014 internationale Architekturpreise.

#### Neubaufassaden
Ein markantes äußeres Merkmal des neuen Museums sind die gegossenen Sichtbetonfassaden der modernen Gebäudeteile, insbesondere abseits der Seestraßenseite. Die dortigen Oberflächen stammen – in Abstimmung mit den Architekten – von dem Südtiroler Künstler Manfred Alois Mayr (* 1952) in Zusammenarbeit mit dem Schweizer Mathematiker Urs Beat Roth (* 1945) und bilden ein Streumuster aus 16.656 reliefartig vorstehenden Noppen oder sogenannten „Betonblüten“. Hergestellt wurden sie aus Abdrücken verschiedener PET-Flaschenböden, was „ein spielerischer Verweis auf die Funktion des Gebäudes als «Gefäß» für die Sammlungen“ sein sollte.
Architekturgeschichtlich ist die ungewöhnliche Neubaufassade als ein „Sakrileg für die Vorarlberger Schule“ gedeutet worden, da mit ihr Ornamentik „nach jahrzehntelanger Abstinenz“ zurückgekehrt sei. Kunst am Bau schien das zu rechtfertigen.

#### Verwendete Materialien im Innern
Im Neubau des Museumsgebäudes sind im öffentlich zugänglichen Bereich die Oberflächenmaterialien Eichenholz, Lehm und Messing vorherrschend. Eine Besonderheit ist, dass die Betonwand- und Deckenflächen des Museums mit Lehmputzen versehen wurden. Die 150.000 m² Lemputze in einer Schichtstärke von 3 cm puffern Feuchtigkeitsspitzen und regulieren mögliche Schwankungen des Raumklimas. Im überdachten Atrium genannten Lichtschacht befindet sich nach Angaben der Museumsleitung die größte zusammenhängende Lehmputzwand Europas mit einer Höhe von 23 Metern.

#### Technik

##### Lüftungsanlage
Das Museumsgebäude verfügt über neun Be- und Ent-Lüftungsanlagen, von denen drei ausschließlich für die Ausstellungsräume vorgesehen sind.

##### Elektrotechnik
Im Vorarlberg Museum befindet sich eine eigene Trafostation. Im Durchschnitt besteht eine Anschlussleistung von 20 bis 25 kW, in Spitzenlastzeiten bis zu 95 kW. 95 % der Beleuchtung sind in LED-Technik. Zur Steuerung der Lichtszenen im Gebäude wird ein Lichtmanagementsystem von Zumtobel verwendet, durch das jede Leuchte im Haus einzeln angesteuert werden kann.

##### Klimatechnik
Zur Klimatisierung des Hauses stehen zwei Wärmepumpen zur Verfügung, welche die Wärme aus dem Erdreich über 18 auf 200 m abgeteufte Erdsonden unter dem Kornmarktplatz beziehen. Jede Cofely-Wärmepumpe hat eine Leistung von 153,5 kW. Eine der Wärmepumpen wird nur für die Heizung, eine nur für die Kühlung verwendet.
Die Belüftung der Ausstellungsräume erfolgt über viele sehr kleine Lüftungsöffnungen in der Decke und teilweise in den Schwellen der Türen.

##### Sicherheit
Im gesamten Neubau sind 55 Überwachungskameras in Betrieb.
Der Neubau verfügt über keine Sprinkleranlage. Die Notabluftanlage ist darauf ausgelegt, das gesamte Gebäudeinnere für die Bergung der Personen über mindestens eine halbe Stunde rauchfrei zu halten.

## Sammlungen
Die Sammlung des vorarlberg museums umfasst zirka 160.000 Objekte unterschiedlichster Gattungen – archäologische Artefakte, sakrale und profane Kunst von der Frühzeit bis zur Gegenwart, volkskundliche Objekte und vieles mehr. Einige Bestände – wie zum Beispiel die Sammlung von Werken der Künstlerin Angelika Kauffmann – sind von großem Wert, andere Objekte zeichnen sich durch ihre historische Bedeutung für Land und Leute aus. In jüngster Zeit gewinnen nichtmaterielle Sammlungsobjekte wie Zeitzeugeninterviews und Medien zunehmend an Bedeutung.
Eine Fachbibliothek mit einem Bestand von etwa 15.000 Bänden zu den Sammelgebieten ist dem Museum angeschlossen.

### Archäologie
Die archäologische Sammlung des Museums ist nicht nur von der Anzahl der Objekte die bedeutendste, sie nimmt in der Geschichte des Museums auch deshalb einen besonderen Rang ein, weil die Gründer des Museums und auch die langjährigen Vorstände des Museumsvereins Samuel Jenny und Carl von Schwerzenbach, denen während ihrer Vorstandschaft auch die Leitung des Museums oblag, hervorragende und leidenschaftliche Amateur-Archäologen waren, die durch ihre Grabungen zur Erforschung des antiken Brigantiums wesentlich beitrugen.
Sie prägten über viele Jahrzehnte die Sammlung, das Selbstverständnis und die Forschungen des Museums, seiner Publikationen und Ausstellungen. Ihre Arbeit wurde vom langjährigen Museumsverwalter, Kustos und Direktor Adolf Hild, der von 1907 bis 1948 tätig war, fortgesetzt. Auch die Direktoren Elmar Vonbank (Museumsleiter von 1954 bis 1986) und Helmut Swozilek (Museumsleiter 1986–2006) waren ausgebildete Ur- und Frühhistoriker und Archäologen und setzten die Tradition fort, zu der gehört, dass sämtliche archäologische Funde in Vorarlberg – von wenigen Ausnahmen abgesehen – in die Sammlung des Museums kommen. Die archäologische Sammlung ist durch viele Aktivitäten mit den archäologischen Forschungsstätten in den Nachbarländern Liechtenstein, Schweiz und Deutschland bestens vernetzt.

### Kunst
Die kunstgeschichtliche Sammlung umspannt den Bogen vom Mittelalter über die Gotik, das Barock und das 19. Jahrhundert bis in die Gegenwart. Als Besonderheiten verfügt das vorarlberg museum über eine einzigartige Angelika-Kauffmann-Sammlung sowie eine exquisite Gotik-Sammlung. In der modernen Kunst finden sich Arbeiten von Rudolf Wacker, Herbert Reyl-Hanisch, Albert Bechtold und Edmund Kalb. Gemälde, Zeichnungen, grafische Arbeiten, Fotografien, Skulpturen, Rauminstallationen und kunstgewerbliche Gegenstände geben das Kunstschaffen der einzelnen Epochen wieder. Der Sammlungsschwerpunkt konzentriert sich seit der Gründung des Museums im Jahr 1857 bis heute auf den regionalen Raum Vorarlbergs und seiner Umgebung. Neben einer laufenden Aktualisierung der Sammlung durch Ankäufe und Schenkungen arbeitet das Museum an einer kontinuierlichen Aufarbeitung und Dokumentation des vorhandenen Bestandes.

### Europäische Ethnologie / Volkskunde
Der Europäischen Ethnologie / Volkskunde sind folgende Sammlungen des Mehrspartenhauses zugeordnet: Die Trachten- und Textiliensammlung, die Druckstöcke und Model, die Spielzeugsammlung, die Technische Sammlung mit Exponaten aus Bereichen der Bäuerlichen, Industrie- und Handwerkskultur. Weiters der Inventarbereich Eisen, Ton, Steingut, Porzellan; die Kirchengeräte und die völkerkundliche Sammlung. Zu den zentralen Aufgabenstellungen des Bereichs Europäische Ethnologie / Volkskunde am vorarlberg museum gehört neben der Betreuung und digitalen Erfassung der bestehenden Inventargruppen das forcierte Sammeln von Sachkultur und immateriellem Kulturgut mit dem Ziel, zu einer möglichst umfassenden Darstellung der vielfältigen Lebensformen in Vorarlberg beizutragen.

### Geschichte
Zur historischen Sammlung gehören Druckschriften, Autografen, Urkunden und Dokumente, Abzeichen, Landkarten, Postkarten, Reproduktionen (vom Andachtsbild bis zum Plakat), Fotos, Waffen und Zunftzeichen.

### Architektur/Baukultur
Die Sammlungsgruppe der Architektur/Baukultur bildet einen Schwerpunkt der Sammlung vorarlberg museum, die – so sieht es die Sammlungsstrategie vor – aktiv erweitert wird. Der Bestand verwahrt neben Einzelobjekten sowie ganzen Vor- und Nachlässen Vorarlberger Architekten und Baumeister auch Zeitzeugeninterviews und Objekte zur sogenannten „anonymen Architektur“. In Zusammenarbeit mit den hausinternen Abteilungen, anderen wissenschaftlichen Institutionen wie auch freischaffenden Experten werden historische und aktuelle Themen aufgearbeitet, im baukulturellen Kontext reflektiert, präsentiert und vermittelt.

### Archiv
Das Archiv des vorarlberg museums (vormals Vorarlberger Landesmuseum) enthält Dokumente zu den Sammlungen, zum Landesmuseumsverein und zur Museumsverwaltung. Bislang ist das Archiv aufgrund von Platz- und Personalmangel nicht öffentlich zugänglich, steht aber für wissenschaftliche Forschungen zur Verfügung. Bestimmte zentrale Dokumente (etwa die Protokolle der Ausschusssitzungen des Museumsvereins) wurden und werden fortlaufend digitalisiert.

### Bibliothek
Die Bibliothek des vorarlberg museums verfügt über ca. 30.000 Bücher und bildet eine wichtige Grundlage für die wissenschaftliche Arbeit der Mitarbeiter. Der Bestand wird laufend durch die fachlich relevanten Neuerscheinungen der Bereiche Archäologie, Geschichte, Kunstgeschichte und Volkskunde ergänzt.
Darüber hinaus werden zahlreiche fachlich relevante Periodika archiviert. Seit Jänner 2013 werden die Bestände mit technischer und fachlicher Unterstützung der Vorarlberger Landesbibliothek in eine professionelle Bibliotheksdatenbank aufgenommen.

## Kernausstellungen

### „buchstäblich vorarlberg“
Die Ausstellung „buchstäblich vorarlberg“ präsentiert Gegenstände aus dem reichen Bestand des Museum und illustriert damit ein Stück Sammlungs- und Zeitgeschichte alphabetisch geordnet und in 26 Objektgruppen.
Den Anfang macht unter „a wie angelicamad“ eine Serie von Stichen der Künstlerin Angelika Kauffmann, deren Vater aus dem Bregenzerwald stammte. Der Münzschatz von Sonderberg – „z wie zahla“ – beschließt die Ausstellung. Dazwischen reihen sich Architekturmodelle, Fotografien, Heiligenfiguren, Schwertknäufe, Trachtenhauben und vieles mehr.

### „Weltstadt oder so? Brigantium im 1. Jh. n. Chr.“
Die archäologische Ausstellung „Römer oder so“ zum Gräberfeld in Brigantium folgte den Spuren der Wissenschaft und warf einen neuen Blick auf die Funde, die in den vergangenen 150 Jahren in einem der größten Gräberfelder der Region gemacht worden sind. Dabei stellte sich heraus: Viele Fragen bleiben offen. Nicht wenige Antworten sind spekulativ. In der Ausstellung mit Fundstücken aus Brigantium beschäftigten sich große und kleine Besucher mit der Welt der Römerzeit und mit der Welt der Forschung. Alle waren zum Kennenlernen von Befunden, Deutungen und Fragezeichen rund um diesen Friedhof und die hier begrabenen Personen eingeladen. Mit einem Augenzwinkern begegnete „Römer oder so“ den Vorstellungen der Besucher, wie es denn gewesen sein könnte. Im Jänner 2020 hat die neue Kernausstellung „Weltstadt oder so... Brigantium im 1. Jh. n. Chr.“ die vorherige Schau bzw. aktualisiert.

### „Farben/Lichter/See“
Die Vorarlberger Künstlerin Miriam Prantl schuf für das Stiegenhaus die Lichtinstallation Farben/Lichter/See – ein Spiel mit Farben, die den Lichtstimmungen am Bodensee nachempfunden sind. In das Treppengeländer ist ein LED-Band eingelassen, dessen aufwärtslaufenden Lichtbewegungen korrespondieren mit der Programmierung von sieben Lichtboxen im Treppenschacht. Entschleunigung, Beruhigung, Kontemplation – die Wirkung der Farben und des Lichts sollen auf den Ausstellungsbesuch vorbereiten.

### „ganznah. Landläufige Geschichten vom Berühren“ 2013 bis 2021 (Relaunch 2015)
Nach „Sein & Mein“ ist „ganznah“ die zweite Ausstellung im Format SICHTEN, das Vorarlberg zum Thema hat und einen anderen Blick auf das Land werfen soll. Das Thema „Berührung“ steht dabei im Fokus. Berührung verbindet beispielsweise die Geschichten vom Trapezkünstler Karl Zauser aus Feldkirch, der in den 1930er-Jahren im weltberühmten Zirkus Sarrasani auftrat, von der Hebamme, die über 4000 Kindern auf die Welt geholfen hat oder vom Imam, der rituelle Totenwaschungen vornimmt. Einen Einstieg in die Ausstellung bieten „Berührungstagebücher“. Vorarlberger schicken dafür Fotografien von dem, was sie im Laufe eines Tages berührt haben.

### „vorarlberg. ein making-of“ 2013 bis 2021 (Relaunch 2015)
Diese Ausstellung versteht sich als eine kritische Reflexion über die Geschichte Vorarlbergs. Ihr Ziel ist es, Menschen ins Gespräch zu bringen, einen Dialog über Geschichte zu initiieren und so die Beschäftigung mit der Vergangenheit zu einem lebendigen Teil der Auseinandersetzung mit der Gegenwart zu machen. Vorarlberg. Ein Making-of lädt ein, die Regisseure und Hauptdarsteller der Landesgeschichte, aber auch die Akteure im Hintergrund kennenzulernen und ihre Rollen zu diskutieren. Dazu werden Schmuckstücke aus der Sammlung wie ein spätgotischer Altar, eine Fädelmaschine aus einer Textilfabrik oder ein Gemälde von Rudolf Wacker mit neuen Exponaten konfrontiert und in Szene gesetzt.
Nicht die Jahreszahlen bestimmen die einzelnen Kapitel, sondern teilweise überraschende inhaltliche Konfrontationen – der Pokal des Ski-Weltcupsiegers Marc Girardelli steht neben dem Modell des islamischen Friedhofs in Altach, der Sträflingsanzug des NS-Opfers und Dichters Max Riccabona in der Nähe des Sonntagsanzugs eines türkischen Zuwanderers. Das wirft Fragen auf, lädt zur Diskussion ein und soll mitunter auch provozieren. Ein schnell veränderbares System aus Modulen als Ausstellungsdesign erlaubt es, den Fokus immer wieder zu verändern, Erzählungen neu anzuordnen, die Ausstellung veränderlich zu halten.

## Sonderausstellungen im vorarlberg museum (ohne Ausstellungen und Kooperationen außer Haus)

### 2024
- Kunstpreis Hypo Vorarlberg (22. Februar bis 7. April)
- Mythos Handwerk. Zwischen Ideal und Alltag (2. März bis 6. Jänner 2025)
- Gernot Riedmann: Ahnentafeln auf Reisen (27. April bis 23. Juni)
- tuten und blasen. Blasmusik in Vorarlberg (18. Mai 2024 bis Dezember 2025)
- Carmen Pfanner: Kraftwerk (12. Juli bis 9. September)
- Unter Strom. 100 Jahre Illwerke (20. September bis 17. November)
- Zeitfenster. Ein Blick in die Geschichte Vorarlbergs in drei Teilen (1. Teil: 5. Oktober bis 21. September 2025: Von Hand gemacht)
- Schöne, traurige Weihnachten (30. November bis 6. Jänner 2025)

### 2023
- „Das Kanapee … ist mein Vergnügen“ Über ein biedermeierliches Ruhemöbel im Bregenzerwald 11. November 2023 bis 4. Februar 2024 im Atrium
- Farben/Lichter/See Lichtinstallation von Miriam Prantl im Stiegenhaus
- L’albero della cuccagna Der Künstler und sein Fotograf Paul Renner & Christian Schramm 15. Juli bis 15. Oktober
- DIREKT! Inklusive Aspekte in der Sammlung des vorarlberg museums bis 11. Juni
- Sonderausstellung Hiller. Das fotografische Gedächtnis des Bregenzerwalds 27. Mai 2023 bis April 2025

### 2022
- „Beauty“ von Stefan Sagmeister & Jessica Walsh 9. April bis 16. Oktober 2022
- „Was uns wichtig ist!“ Herausforderung Kulturerbe 3. Dezember 2022 bis März 2023

#### Im Atrium
- „Beauty“ von Stefan Sagmeister & Jessica Walsh 9. April bis 16. Oktober 2022
- Zur Krippe her kommet 26. November 2022 bis 8. Jänner 2023

### 2021
- Karl Sillaber und C4 Architekten. Neues Bauen in Vorarlberg und Tirol (1960 – 1979). 3. Juli 2021 bis 9. Jänner 2022
- Auf eigene Gefahr. Vom riskanten Wunsch nach Sicherheit. 29. Mai 2021 bis Frühjahr 2023

#### Im Atrium
- Heinz Greissing – Letzte Bilder. 23. Oktober 2021 bis März 2022

Nino Malfatti – Im Großen und Ganzen. 17. Juli bis 3. Oktober 2021
- 2000 m über dem Meer. Vorarlberg, Silvretta und die Kunst. 27. März bis 27. Juni 2021

### 2020
- Sehen, wer wir sind. 100 Objekte aus der Sammlung. 3. Oktober 2020 bis 5. April 2021
- Reinhold Luger. Grafische Provokation. 23. November 2019 bis 13. April 2020
- Bespielung 2. OG. Intervention im Museum Ausstellung im Druckwerk Lustenau: Löcher, die nicht einmal der Schnee zudeckt. 18. März bis 7. Juni 2020
- 19 Krippen fürs Museum. Ausstellung im Veranstaltungssaal des vorarlberg museums. 8. Dezember bis 24. Dezember 2020

#### Im Atrium
- Shutdown. Vorarlberg und Corona | 3. Oktober 2020 bis 28. Februar 2021
- Die 14 Nothelfer. Ein himmlisches Versicherungspaket | 7. März bis 30. August 2020

### 2019
- Getting Things Done. Evolution of the Built Environment in Vorarlberg. 16. März 2019 bis 5. Mai 2019.
- Stadt – Land – Fluss. Römer am Bodensee. 13. April 2019 bis 25. August 2019.
- Angelika Kauffmann. Unbekannte Schätze aus Vorarlberger Privatsammlungen. 15. Juni 2019 bis 6. Oktober 2019.
- Reinhold „Nolde“ Luger. Grafische Provokation. 23. November 2019 bis Februar 2020 (wg. Corona verlängert bis August 2020).

#### Im Atrium
- Grid Marrisonie: Marienheim. Fotografien | Installationen. 30. März 2019 bis 16. Juni 2019.
- Christoph Lissy: Meine acht Väter. 6. Juli bis 1. September 2019.
- Mythos Idylle Maisäß. Künstlerresidenzen auf Montafoner Maisäßen. 21. September bis 17. November 2019.
- Alfred Seiland: Imperium Romanum. 7. Dezember 2019 bis 16. Februar 2020

### 2018
- „Wacker im Krieg.Erfahrungen eines Künstlers“ Rudolf Wacker. 9. Juni 2018 bis 17. Februar 2019.
- 3-D um 1930. Der Fotograf Norbert Bertolini. 17. Februar 2018 bis 15. April 2018.
- Richard Bösch. Maler. 25. November 2017 bis 25. Februar 2018.
- Pantaleon, Giraffe & Co. 11. Dezember 2017 bis 21. Jänner 2018.

#### Im Atrium
- „Die Glocken herunter in eiserner Zeit“ Glockenabnahmen im Ersten Weltkrieg. 7. Dezember 2018 bis 17. März 2019.
- Otto Ender 1875–1960. Landeshauptmann, Bundeskanzler und Putschist? 6. Oktober 2018 bis 18. November 2018.

### Im Atrium, 2017
- Herbert Albrecht. Stein und Bronze. 20. Juli 2017 bis 3. September 2017.

### 2016
- Der Fall Riccabona. 3. Dezember 2016 bis 17. April 2017.
- Bergauf Bergab. 10.000 Jahre Bergbau in den Ostalpen. 11. Juni bis 26. Oktober 2016 (in Kooperation mit dem Deutschen Bergbau-Museum Bochum).
- Zeitzeichen. Der Zeichner Egon Goldner. 30. Jänner bis 1. Mai 2016.

#### Im Atrium
- Spurensuche. Vorarlberger Kriegsgefangene in Russisch-Turkestan. 17. September bis 20. November 2016.
- Bregenzer Festspiele 1946 | 2016. 14. Juli bis 11. September 2016.
- Leuchtende Bilder. Glasfenster der Kirchen Vorarlbergs. 21. Mai bis 26. Juni 2016.
- Da war doch was! Demenz ganz nah. 2. April bis 16. Mai 2016.
- Bescheidene Helden. 27. Februar bis 28. März 2016.
- Die Schwabenkinder. 16. Jänner bis 21. Februar 2016.[18]

### 2015
- Ich bin ich. Mira Lobe und Susi Weigel. 28. November bis 1. Mai 2016.
- Das ist Österreich! 20. Juni bis 11. Oktober 2015.
- Nikolaus Walter. Begegnungen. 17. Jänner bis 3. Mai 2015.
- Römer, Alamannen, Christen – Das Frühmittelalter am Bodensee. 5. Dezember 2014 bis 19. April 2015.

#### Im Atrium
- Krippenschauen. Ein kreativer Querschnitt aus dem Schaffen Vorarlberger Krippenvereine. 2. Dezember 2015 bis 10. Jänner 2016.
- Sterbstund. 29. Oktober bis 22. November 2015.
- Kulturhauptstadt 2024 – Wanderausstellung der Planungsuniversitäten Österreichs. 16. Oktober bis 30. Oktober 2015.[19]
- Leuchtende Ideen. 10 Jahre AdWin. 28. Mai bis 14. Juni 2015.
- Frauen, Kulturen & Kunst. 9. Mai bis 25. Mai 2015.

### 2014
- Ich, Felder. Dichter und Rebell. 28. Juni bis 16. November 2014.
- Jenseits der Ansichtskarte. Die Alpen in der Fotografie. 8. Februar bis 25. Mai 2014.

#### Im Atrium
- Rudolf Sagmeister: Wilde Blumen Alte Meister. Kunst und Natur. 10. Dezember 2014 bis 11. Jänner 2015.
- Architektur ist Leben – der Aga Khan Award for Architecture 2013. 28. November bis 8. Dezember.
- Der Holocaust in Europa. 22. Oktober bis 23. November 2014.
- Mariella Scherling Elia: Ein Olivenbaum und Ich. 16. Juli bis Oktober 2014.
- best architects 14 8. Mai bis 29. Juni 2014.
- Die Skulptur „Colonne Pascale“. 25. Jänner bis 27. April 2014.

### 2013
- Lustenau Lagos African Lace. 21. Juni 2013 bis 6. Jänner 2014.
- Tone Fink „begreifbare impulse“. 12. November 2013 bis 21. Jänner 2014.

## Publikationen
- Andreas Rudigier (Hrsg.): Heinz Greissing vorarlberg museum (= Schriften 62 / Schriftenreihe »Künstlerin/Künstler im Gespräch«. Band 14). Bucher Verlag, 2022.
- DOCK 20 – Kunstraum und Sammlung Hollenstein und vorarlberg museum (Hrsg.): Gesine Probst-Bösch. Zehn Pfeile, ein Herz und eine Seele (= vorarlberg museum Schriften. 61). Verlag für moderne Kunst, 2021.
- Andreas Rudigier (Hrsg.): Nino Malfatti (= vorarlberg museum Schriften 60 / Schriftenreihe »Künstlerin/Künstler im Gespräch«. Band 13). Bucher Verlag, 2021.
- Ingrid Holzschuh (Hrsg.): C4 Architekten – Fohn + Pfanner + Sillaber + Wengler. Neues Bauen in Vorarlberg und Tirol. 1960–1979 (= vorarlberg museum Schriften. 59). Birkhäuser Verlag, 2021.
- Peter Melichar, Andreas Rudigier (Hrsg.): Auf eigene Gefahr. Vom riskanten Wunsch nach Sicherheit (= vorarlberg museum Schriften. 58). Falter-Verlag, Wien 2021
- Walter Fink, vorarlberg museum, Zentralvereinigung der Architekten Vorarlberg (Hrsg.): Karl Sillaber. Zeichnungen (= vorarlberg museum Schriften. 57). 2021
- Kathrin Dünser, Andreas Rudigier (Hrsg.): 2000 m über dem Meer. Vorarlberg, Silvretta und die Kunst (= vorarlberg museum Schriften. 56). Residenz Verlag, 2020.
- Andreas Rudigier (Hrsg.): Top 100. Sehen, wer wir sind (= vorarlberg museum Schriften. 55). Eigenverlag, 2020.
- Julia Kopf (Hrsg.): Römische Soldaten aus Brigantium (= vorarlberg museum Schriften. 54). Verlag Berger, 2020.
- Theresia Anwander, Andreas Rudigier, Magdalena Venier (Hrsg.): 19 Krippen aus Vorarlberg. Eine neue Sammlung für das Landesmuseum (= vorarlberg museum Schriften. 53). Tyrolia-Verlag, 2020.
- Michael Kasper, Robert Rollinger, Andreas Rudigier, Kai Ruffing (Hrsg.): Wirtschaften in den Bergen. Von Bergleuten, Hirten, Bauern, Künstlern, Händlern und Unternehmern (= vorarlberg museum Schriften. 52). Böhlau Verlag, 2020.
- Andreas Rudigier (Hrsg.): Christoph Lissy (= vorarlberg museum Schriften. 51). Bucher Verlag, 2020.
- Andreas Rudigier (Hrsg.): Grid Marrisonie (= vorarlberg museum Schriften. 50). Bucher Verlag, 2020.
- Markus Hofer, Andreas Rudigier (Hrsg.): Die 14 Nothelfer. Das himmlische Versicherungspaket (= vorarlberg museum Schriften. 49). Tyrolia-Verlag, 2020.
- Nicole Stadelmann, Martina Sochin D’Elia, Peter Melichar (Hrsg.): Hüben & Drüben. Grenzüberschreitende Wirtschaft im mittleren Alpenraum (= vorarlberg museum Schriften. 48; Schriftenreihe des Arbeitskreises für interregionale Geschichte des mittleren Alpenraumes. 5). Innsbruck 2020.
- Kathrin Dünser, Norbert Schnetzer, Andreas Rudigier (Hrsg.): Müßiggänger. Norbert Bertolini, ein Amateurfotograf zwischen den Kriegen (= vorarlberg museum Schriften. 47). Residenz Verlag, 2019.
- Andreas Rudigier, Bruno Winkler (Hrsg.): sichten II. vorarlberg museum Juli 2016 bis Juni 2019 (= vorarlberg museum Schriften. 46). Eigenverlag, 2019.
- Theresia Anwander, Thomas Feurstein (Hrsg.): Reinhold Luger. Grafische Provokation (= vorarlberg museum Schriften. 45). Birkhäuser Verlag, 2019.
- Andreas Rudigier, Johann Trippolt (Hrsg.): Erinnerungen. Hans Trippolt (1919–2012) (= vorarlberg museum Schriften. 44). Eigenverlag, 2019.
- Peter Niedermair, Claudia Voit, vorarlberg museum und Galerie allerArt Bludenz im Auftrag des Landes Vorarlberg (Hrsg.): Kunstankäufe des Landes Vorarlberg 2016–2018 (= vorarlberg museum Schriften. 43). Bucher Verlag, 2019.
- Andreas Rudigier (Hrsg.): Herbert Meusburger (= vorarlberg museum Schriften. 42). Bucher Verlag, 2019.
- Martina Pfeifer Steiner: Rastlos. Architekt Werner Pfeifer. 1919–1972. (= vorarlberg museum Schriften. 41). park books, Zürich 2018.
- Michael Kasper, Robert Rollinger, Andreas Rudigier: Sterben in den Bergen. Realität – Inszenierung – Verarbeitung (= vorarlberg museum Schriften. 40). Böhlau Verlag, 2018.
- Peter Melichar: Otto Ender 1875–1960. Landeshauptmann, Bundeskanzler, Minister. Untersuchungen zum Innenleben eines Politikers (= vorarlberg museum Schriften. 39). Wien/Köln/Weimar 2018.
- Peter Melichar, Nikolaus Hagen (Hrsg.): Der Fall Riccabona. Eine Familiengeschichte zwischen Akzeptanz und Bedrohung im 20. Jahrhundert 1875–1960 (= vorarlberg museum Schriften. 22). Wien/Köln/Weimar 2017.
- Peter Melichar, Andreas Rudigier, Gerhard Wanner (Hrsg.): Wanderungen. Migration in Vorarlberg, Liechtenstein und in der Ostschweiz zwischen 1700 und 2000 (= vorarlberg museum Schriften. 21). Wien/Köln/Weimar 2016.
- Andreas Rudigier (Hrsg.): Egon Goldner. Zeitzeichen (= vorarlberg museum Schriften. 17. / Schriftenreihe Künstler im Gespräch. Band 5). Bucher Verlag, Hohenems/Wien/Vaduz 2016.
- Gerhard Grabher, Andreas Rudigier (Hrsg.): Archäologie in Vorarlberg (= vorarlberg museum Schriften. 15). Kunstverlag Josef Fink, 2015.
- Robert Gander, Andreas Rudigier, Bruno Winkler (Hrsg.): Museum und Gegenwart. Verhandlungsorte und Aktionsfelder für soziale Verantwortung und gesellschaftlichen Wandel (= vorarlberg museum Schriften. 14). Transcript Verlag, Bielefeld 2015.
- Christoph Bertsch (Hrsg.): Das ist Österreich! Bildstrategien und Raumkonzepte 1914–1938 (= vorarlberg museum Schriften. 13). Gebr. Mann Verlag, Berlin 2015.
- Bettina Schlorhaufer, Ute Pfanner, vorarlberg museum (Hrsg.): Georg Ligges (= vorarlberg museum Schriften. 12). Bucher Verlag, Hohenems/Wien/Vaduz 2015.
- Andreas Rudigier (Hrsg.): Mariella Scherling Elia, Autoritratto (= vorarlberg museum Schriften. 11. / Schriftenreihe Künstlerin im Gespräch. Band 3). Bucher Verlag, Hohenems/Wien/Vaduz 2015.
- Andreas Rudigier (Hrsg.): Tone Fink, begreifbare impulse (= vorarlberg museum Schriften. 10. / Schriftenreihe Künstler im Gespräch. Band 2). Bucher Verlag, Hohenems/Wien/Vaduz 2015.
- Andreas Rudigier (Hrsg.): Marbod Fritsch, Die Stunde da wir nichts voneinander wußten (= vorarlberg museum Schriften. 9. / Schriftenreihe Künstler im Gespräch. Band 1). Bucher Verlag, Hohenems/Wien/Vaduz 2015.
- Petra Zudrell (Hrsg.): Nikolaus Walter, Begegnungen. (= vorarlberg museum Schriften. 8). vorarlberg museum und Vorarlberger Landesbibliothek. Kehrer Verlag, Heidelberg 2015.
- Ulrike Längle, Jürgen Thaler, vorarlberg museum (Hrsg.): Ich, Felder. Dichter und Rebell (= vorarlberg museum Schriften. 7). Lengwil 2014.
- Ingrid Holzschuh (Hrsg.): Adelheid Gnaiger. Die erste Architektin Vorarlbergs (= vorarlberg museum Schriften. 6). Park Books, Zürich 2014.
- Suchen und Finden für Archäologinnen und Archäologen von 3 bis 99. Das Spiel zu Römer oder so. Eine Ausstellung zum Gräberfeld in Brigantium im vorarlberg museum (= vorarlberg museum Schriften. 5). Piatnik, Wien 2014.
- Silvia Gross: Das neu eröffnete vorarlberg museum: Stätte der Begegnung zwischen Seeblick und Stadtgetümmel. In: neues museum. Die österreichische Museumszeitschrift. Heft 2/2013, S. 48–55 (zobodat.at [PDF], abgerufen am 5. Juli 2024; Enthält u. a. Architekturfotos der noch leeren Ausstellungsräume).
- Jenseits der Ansichtskarte. Die Alpen in der Fotografie (= vorarlberg museum Schriften. 4). Hg. Galerie Stihl Waiblingen/Stadt Waiblingen und vorarlberg museum. Hirmer Verlag, Waiblingen/Bregenz/München 2013.
- Bernhard Seiter: Ein Land wie eine Hand. Eine Reise nach Vorarlberg (= vorarlberg museum Schriften. 3). Bucher Verlag, Hohenems/Wien/Vaduz 2013.
- Andreas Rudigier, Gerhard Grabher (Hrsg.): Buchstäblich Vorarlberg (= vorarlberg museum Schriften. 3). Bucher Verlag, Hohenems/Wien/Vaduz 2013.
- Hansjörg Brem, Beat Eberschweiler, Gerhard Grabher, Helmut Schlichtherle, Heinz Gerd Schröder. (Hrsg.): Erosion und Denkmalschutz am Bodensee und Zürichsee (= vorarlberg museum Schriften. 1).
- Schriften des Vorarlberger Landesmuseums / Reihe A, Landschaftsgeschichte und Archäologie.
- Schriften des Vorarlberger Landesmuseums / Reihe B Kunstgeschichte und Denkmalpflege.
- Schriften des Vorarlberger Landesmuseums / Reihe C, Volkskunde.
- Gabriela Krist, Helmut Swozilek: Fritz Krcal (1888–1983) – der Nachlass des Malers im Vorarlberger Landesmuseum. Böhlau, Wien/Köln/Weimar 2005, ISBN 3-205-77471-X.
- Tobias G. Natter, Ute Pfanner (Hrsg.): architectura practica – Barockbaumeister und moderne Bauschule aus Vorarlberg. Vorarlberger Landesmuseum, Bregenz 2006, ISBN 3-901802-26-6.
- Tobias G. Natter (Hrsg.): 150 Jahre Schenkungen. Vorarlberger Landesmuseum, Bregenz 2007, ISBN 3-901802-27-4.
- Tobias G. Natter (Hrsg.): „Kanton Übrig“ – Als Vorarlberg zur Schweiz gehören wollte. Vorarlberger Landesmuseum, Bregenz 2008, ISBN 3-901802-32-0.
- Tobias G. Natter (Hrsg.): Gold. Schatzkunst zwischen Bodensee und Chur. Hatje Cantz, Ostfildern 2008, ISBN 978-3-7757-2213-1.
- Tobias G. Natter (Hrsg.): Schappele, Chränsle & Co. 96 traditionelle Kopfbedeckungen der Sammlung Agnes Kinz. Bucherverlag, Hohenems 2008, ISBN 978-3-902612-46-5.
- Tobias G. Natter (Hrsg.): Ansichten. Frühe Fotografie aus Vorarlberg. Vorarlberger Landesmuseum, Bregenz 2008, ISBN 3-901802-29-0.
- Tobias G. Natter (Hrsg.): Angelika Kauffmann. Ein Weib von ungeheurem Talent. Hatje Cantz, Ostfildern 2007, ISBN 978-3-7757-1983-4.
- Tobias G. Natter (Hrsg.): Schnee. Rohstoff der Kunst. Hatje Cantz, Ostfildern 2009, ISBN 978-3-7757-2430-2.
- Tobias G. Natter, Michael Fehr, Bettina Habsburg-Lothringen (Hrsg.): Das Schaudepot. Zwischen offenem Magazin und Inszenierung. transcript, Bielefeld 2010, ISBN 978-3-8376-1616-3.

### Herausgeberschaft
- Von der Österreichischen Nationalbibliothek digitalisierte Ausgaben: Montfort – Zeitschrift für Geschichte, Heimat- und Volkskunde Vorarlbergs. (online bei ANNO). Seit 1946.
- Vierteljahrsschrift für Geschichte und Landeskunde Vorarlbergs. 1917–1926.
- Jahrbuch des Vorarlberger Landesmuseums in Bregenz. 1928–1930.
- Jahrbuch des Vorarlberger Museumsvereines. 1940–1941.
- Jahrbuch / Vorarlberger Landesmuseumsverein, Freunde der Landeskunde. Seit 1948.

## Auszeichnungen und Preise

### Museumspreise
Wenngleich es im Vorfeld fachliche Kritik am inhaltlichen Museumskonzept gab, folgten nach der Eröffnung von 2013 einige Auszeichnungen:
- 2016 Österreichischer Museumspreis[21]
- Special Commendation beim Wettbewerb „European Museum of the Year 2015“[22]
- ÖKOPROFIT® – Zertifizierung (seit 2015)
- Österreichisches Museumsgütesiegel (2014–2019)

### Design und Gestaltung
- Red Dot Design Award für Kurt Dornigs „KünstlerInnen im Gespräch“, 2016
- Staatspreis Design, Shortlist für das Ausstellungsdesign „Ich, Felder“, 2015
- German Design Award 2015, Winner Signaletik. Sägenvier Designkommunikation
- Die schönsten Bücher Österreichs 2014, Auszeichnung für „Ich, Felder“
- IIID Award 2014, Gold Signaletik. Sägenvier Designkommunikation
- Iconic Award 2014, Winner Signaletik. Sägenvier Designkommunikation
- ISTD International Typographic Awards 2014, Premier Award Signaletik. Sägenvier Designkommunikation
- Joseph Binder Award 2014, Bronze für das Plakat „Jenseits der Alpen“. Sägenvier Designkommunikation

### Architekturpreise für den Neubau 2013
- 2013: Best Architects 14 Award Gold[23]
- 2014: International Architecture Award[11]
- 2015: Nominierung – Mies van der Rohe Preis[24]
- 2015: 2. Preis – Materialpreis
- 2015: 7. Vorarlberger Hypo-Bauherrenpreis